# Socialdemokratiska partiet (Japan)

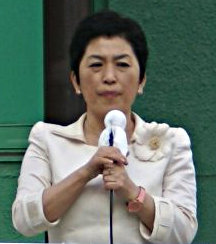
Partiets ordförande Mizuho Fukushima håller tal i Shinjuku 2007.

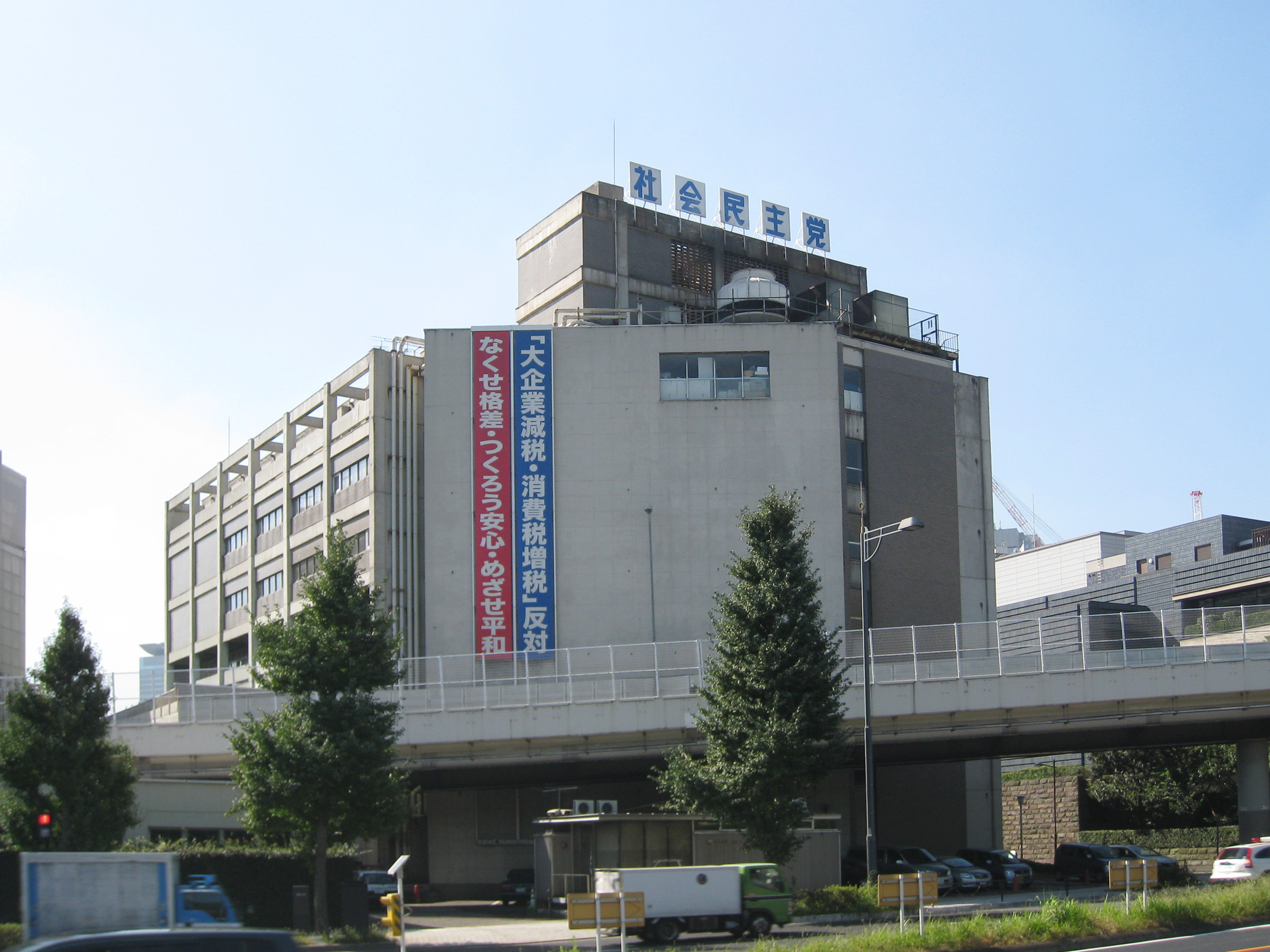
Partiets högkvarter.

Socialdemokratiska partiet (japanska: 社会民主党?, Shakaiminshutō) är ett japanskt socialdemokratiskt parti grundat 1996. Partiet bildades ur resterna av det forna Japans socialistiska parti. Numera är det marginaliserat och det minsta partiet i det japanska parlamentet med sju representanter i överhuset och fem i underhuset.
Socialdemokraterna satt i regeringsställning ensamma mellan 1993 och 1994, och i en samlingsregering mellan 1994 och 1996.
Nuvarande ordförande är Mizuho Fukushima.
Partiet är medlem i Socialistinternationalen. 